# دماب (ديناران)
دماب (بالفارسية: دماب) هي قرية تقع في إيران في قسم دیناران الريفي. يقدر عدد سكانها بـ 45 نسمة .